# 2280 Kunikov
2280 Kunikov este un asteroid din centura principală, descoperit pe 26 septembrie 1971 de Tamara Smirnova.